# Vengeance du gâte-sauce
La Vengeance du gâte-sauce és un curtmetratge mut francès del 1900 dirigit per Georges Méliès.

## Sinopsi
En una cuina, una cuinera intenta fer un petó a una cambrera, i ella deixa caure tota una pila de plats amb la seva sorpresa. La cuinera, presa de pànic, sent venir el cambrer principal, s'amaga en un armari. Treu el cap per escoltar les protestes del cambrer sobre els plats trencats, i el cambrer tanca la porta de l'armari. El cap del cuiner, encara ben viu, es desprèn i comença a retreure el cuiner astorat.
El xef intenta destruir el cap parlant, però se li escapa, canviant màgicament de lloc per l'habitació. Finalment el xef tira el cap a l'armari, i surt el cuiner, de nou d'un sol tros. Com a venjança, el cuiner treu el cap del cambrer, llença el cos a un costat i balla alegrement.

## Producció i supervivència
El mateix Méliès fa de cuiner, un dels seus molts papers en què perd el cap o té diversos caps duplicats. Els efectes especials es creen amb escamoteigs i exposició múltiples sobre un fons negre.
La Vengeance du gâte-sauce va ser llançat per la Star Film Company de Méliès i té el número 243 als seus catàlegs. Considerada durant molt de temps perduda, una impressió de la pel·lícula va ser finalment redescoberta a Manòsca pel fill d'un expositor de fira, i venuda a la néta de Méliès, Madeleine Malthête-Méliès.

## Refeències
1. 1 2  Essai de reconstitution du catalogue français de la Star-Film; suivi d'une analyse catalographique des films de Georges Méliès recensés en France, Bois d'Arcy: Service des archives du film du Centre national de la cinématographie, 1981, p. 84, ISBN 2903053073, OCLC 10506429
2. ↑  Malthête, Jacques & Mannoni, Laurent (2008), L'oeuvre de Georges Méliès, Paris: Éditions de La Martinière, p. 341, ISBN 9782732437323